# Риган, Робби
Ро́бби Ри́ган (англ. Robbie Regan; род. 30 августа 1968, Кайрфилли) — британский валлийский боксёр, представитель легчайшей и наилегчайшей весовых категорий.
Во второй половине 1980-х годов выступал за сборную Уэльса в любительском боксе, победитель и призёр первенств национального значения, участник крупных международных турниров.
В период 1989—1996 годов боксировал на профессиональном уровне, владел титулами чемпиона мира по версиям Всемирной боксёрской организации (WBO) и Международной боксёрской федерации (IBF), был чемпионом Европейского боксёрского союза (EBU).

## Биография
Робби Риган родился 30 августа 1968 года в городке Кайрфилли, Уэльс. Активно заниматься боксом начал в подростковом возрасте, проходил подготовку под руководством тренера Дэя Гарднера, который оставался с ним на протяжении всей его спортивной карьеры.

### Любительская карьера
Впервые заявил о себе в 1986 году, став чемпионом Уэльса в первой наилегчайшей весовой категории. Благодаря этой победе вошёл в основной состав валлийской национальной сборной и побывал на Играх Содружества в Эдинбурге, где сумел дойти лишь до стадии четвертьфиналов, проиграв англичанину Марку Эптону.
В 1987 году вновь завоевал золото валлийского национального первенства, одержал победу на Кубке Норвегии, принял участие в матчевой встрече со сборной Ирландии, выиграв по очкам у Пэта О’Холлоурана.
На чемпионате Великобритании 1988 года в Лондоне стал серебряным призёром, уступив в решающем финальном поединке англичанину Микки Кантуэллу. Боксировал на Кубке Канады в Оттаве, где уже на предварительном этапе был остановлен советским боксёром Александром Кириловичем.

### Профессиональная карьера
Покинув любительский бокс, в августе 1989 года Риган дебютировал на профессиональном уровне. Начало его профессиональной карьеры получилось скомканным, так, из шести первых поединков он выиграл только три, тогда как в трёх других была зафиксирована ничья.
В мае 1991 года завоевал вакантный титул чемпиона Великобритании в наилегчайшем весе, хотя при первой же защите лишился этого титула, проиграв боксёру ганского происхождения Фрэнсису Ампофо. Вскоре между ними состоялся матч-реванш, и Риган вернул титул обратно, после чего успешно защитил его в поединке с Джеймсом Друммандом.
В ноябре 1992 года стал чемпионом Европейского боксёрского союза (EBU), выиграв единогласным решением судей у итальянца Сальваторе Фанни. Впоследствии дважды защитил титул чемпиона Европы, а также провёл несколько успешных рейтинговых поединков.
Имея в послужном списке 15 побед и только одно поражение, Робби Риган удостоился права оспорить титул чемпиона мира в наилегчайшей весовой категории по версии Всемирной боксёрской организации (WBO). В июне 1995 года он вышел на ринг против действующего чемпиона мексиканца Альберто Хименеса, но выиграть у него не смог — к девятому раунду его лицо было настолько сильно повреждено, что пришлось отказаться от продолжения поединка.
Несмотря на поражение, Риган продолжил выходить на ринг и завоевал титул временного чемпиона мира по версии Международной боксёрской федерации (IBF), отправив в нокаут тунисца Ферида Бен Жедду.
В 1996 году Риган поднялся в легчайший вес и встретился с действующим чемпионом WBO пуэрториканцем Даниэлем Хименесом, которого победил единогласным судейским решением. Став чемпионом мира, он, тем не менее, вынужден был завершить спортивную карьеру из-за заболевания мононуклеозом. В 1998 году он всё-таки предпринял попытку вернуться, но не смог пройти медобследование.